# Carex trongii
Carex trongii är en halvgräsart som beskrevs av K.K.Nguyen. Carex trongii ingår i släktet starrar, och familjen halvgräs.
Artens utbredningsområde är Vietnam. Inga underarter finns listade i Catalogue of Life.